# یشتیتسه
یشتیتسه (به چکی: Ješetice) یک منطقهٔ مسکونی در جمهوری چک است که در ناحیه بنشوو واقع شده‌است.